# لوكوموشن (لعبة فيديو)
لوكوموشن (بالإنجليزية: Loco-Motion)‏، هي لعبة فيديو يابانية من نوع ألغاز، وهي من تطوير ونشر شركة كونامي، صدرت اللعبة في الأسواق سنة 1982، وتعمل على منصات الآركيد وإنتيليفيجن وتومي توتر وإم إس إكس.